# Chiisme
Cet article possède un paronyme, voir schisme.
Le chiisme (ou chi'isme, shî'isme) constitue l'un des trois principaux courants de l'islam, avec le sunnisme, majoritaire, et le kharidjisme. Il regroupe environ 15 à 20 % des musulmans. La plus importante communauté chiite vit en Iran, où elle constitue 90 % de la population du pays, et environ 40 % de la population chiite mondiale,.
Le reste des musulmans chiites se répartit principalement en Irak, en Azerbaïdjan, au Pakistan, en Inde, en Turquie, à Bahreïn, au Liban, au Yémen, en Syrie, en Afghanistan, etc.

## Étymologie
Le mot « chiisme » dérive du terme arabe شِيعَة⁩ (šīʿa) qui désigne à l’origine un groupe de partisans. Le terme « chiites » signifie « partisans, disciples, suiveurs ». Le Coran cite qu'une partie des serviteurs vertueux était les schi'a, ce mot étant traduit en français par « partisans » ou « disciples ».

« Or, entrant dans une ville à une heure d'inattention de ses habitants, [Moïse] y trouva deux hommes qui se battaient, celui-ci de ses disciples [schi'a], celui-là de ses adversaires. Puis l'homme de ses partisans [schi'a] l'appela au secours contre l'homme de ses adversaires »

— Coran 28:15

« Paix sur Noé dans les mondes… Oui, et de ses partisans [schi'a] était Abraham, certes »

— Coran 37:79-83
Donc, officiellement, le mot « chiite » est un mot employé dans le Coran pour des prophètes renommés tout comme pour ceux qui les suivent.
Au commencement de l’histoire islamique, le terme « shî`ite » fut utilisé dans son sens originel ou littéral pour désigner des partisans de différentes personnes.
Le terme a acquis graduellement le sens secondaire de partisans d’Ali, ceux qui croient en son imamat. Dans son Al-Firaq al-Shî`ah, Hasan ibn Musa al-Nawbakhti, savant chiite, écrit :

« Les chiites sont les partisans d'Ali. Ils sont appelés « les chiites d'Ali » après la vie du Prophète et sont connus comme les partisans d'Ali et croient en son Imamat. Le Prophète a dit à 'Ali (a) : « Je jure par celui qui contrôle ma vie que cet homme (Ali) et ses Chi'ites seront sauvés le Jour de la Résurrection. »

— Jalal al-Din al-Suyuti, Tafsir al-Durr al-Manthur, Le Caire, vol. 6, p. 379
Le terme « chiites » est un adjectif utilisé par les musulmans qui suivent les Imams-Guides de la famille du Prophète (ahl al-bayt). Ils ne l'utilisent pas pour des raisons sectaires ou pour créer des divisions entre les musulmans. Ils l'utilisent parce que le Coran l'utilise et parce que Mahomet et les musulmans des premiers temps l'utilisèrent aussi.
Cheikh Moufid, un des premiers érudits chiites, définit les chiites comme étant ceux qui suivent Ali et voient en lui le successeur immédiat du prophète Mahomet. En expliquant pourquoi les chiites sont aussi appelés « Imàmîyah », il dit :

« C’est un titre pour ceux qui croient dans la nécessité de l’imamat et de sa continuité en tout âge, et que chaque Imâm doit être explicitement désigné, et doit aussi être impeccable et parfait. »

Muhammad al-Shahrastani, dans son Al-Milal wa al-Nihal, une source sur les différents groupes en islam, écrit :

« Les chiites sont ceux qui suivent Ali en particulier et qui croient en son imamat et califat selon les directives explicites et les volontés du prophète Mahomet. »

C’est une définition très précise, étant donné que les chiites eux-mêmes croient que la raison de suivre Ali est motivée par l’exigence du Prophète.
Ainsi, on peut dire que les chiites sont ceux qui ont les croyances suivantes sur la succession de Mahomet :
1. La succession de Mahomet est une désignation divine ;
2. Comme Mahomet a été choisi par Dieu, son successeur ou imam doit aussi être choisi par Dieu et inspiré à Mahomet ;
3. Le successeur immédiat de Mahomet est Ali ;
4. Le successeur doit être infaillible.

Selon Muhammad Husayn Tabataba'i, le chiisme naquit du vivant même du Prophète. D’après Allameh, ce terme a d’abord désigné les partisans d’Ali. L’avènement, puis l’extension de l’islam pendant les vingt-trois années de la prophétie rendirent nécessaire pour plusieurs raisons l’apparition parmi les compagnons du Prophète, d’un groupe tel que celui des chiites.

## Nomination du successeur

« Asadullah » surnom donné par Mahomet à son gendre et cousin Ali. Asadullah signifie le « Lion de Dieu ». L'alévisme et le bektachisme considèrent Ali comme le détenteur des secrets divins et de la signification ésotérique de l'islam, qui lui seraient transmis par Mahomet.

Les chiites pensent que des personnes choisies parmi la famille de Mahomet (les imams) sont la meilleure source de connaissance à propos du Coran, de l'islam, de l'émulation (les successeurs de la mission prophétique après Mahomet) et les protecteurs les plus fervents de la sunnah de Mahomet. Une tradition prophétique (rapportée aussi bien par les sunnites que les chiites) le soutient : « Je suis la cité du savoir, Ali en est la porte. Celui qui veut le savoir ainsi que la sagesse qu'il passe donc par la porte ». Il faut noter que le symbolisme de la porte est fréquent dans les différentes traditions initiatiques.
En particulier, les chiites reconnaissent la succession de Mahomet par Ali ibn Abi Talib (son cousin, gendre et un des premiers hommes à accepter l'islam — après Khadidja et Abu Bakr — et aussi un des cinq membres de l'Ahl al-Bayt ou « la famille du prophète »). Au contraire, les musulmans sunnites reconnaissent le califat. Les chiites croient que Mahomet a désigné Ali comme son successeur en de nombreuses occasions, et qu'il est donc le guide spirituel des musulmans, selon la mission divine révélée à Mahomet.
Pour les chiites, la nomination d'Ali comme imam eut lieu dès le début de la Prophétie, fut maintes fois confirmée, et la dernière eut lieu le jour d'al-Ghâdir. La première nomination d'Ali eut lieu le jour où le Prophète réunit sa famille, les Banu Hashim, et les invita à accepter le nouveau message de l'Islam. Il s'adressa à eux en ces termes :

« « Ô fils d'Abdul Muttaleb, je ne connais pas de jeune homme parmi les Arabes qui ait apporté à son peuple meilleur que ce que je vous ai apporté. Je vous apporte le meilleur de la vie ici-bas et de l'au-delà. Allah m'a ordonné de vous convier à Lui. Lequel d'entre vous voudra bien m'assister, devenir mon frère, mon régent et mon successeur parmi vous ? » Le silence régnait parmi le clan (…) Comme personne ne prenait la parole, Ali, alors âgé de 13 ans, se sentit obligé de prendre la parole et dit : « Je serai ton soutien, ô prophète d'Allah ». Le Prophète le prit par le cou et dit : « Voici mon frère, mon régent et mon successeur parmi vous. Écoutez-le et obéissez-lui ». Les gens se levèrent moqueurs, et s'adressèrent ironiquement à Abi Taleb : « Il t'ordonne d'écouter et d'obéir à ton fils ». »

Tous les historiens sunnites rapportent et acceptent cette tradition, mais ils n'en interprètent pas la portée au-delà de la famille du Prophète.
La dernière nomination d'Ali a eu lieu le jour d'al-Ghadîr, après le pèlerinage d'adieu, lorsque Mahomet annonça solennellement et devant des milliers de pèlerins l'un de ses plus importants discours :

« Celui dont je suis l'allié/le maître (mawla), Ali est aussi l'allié/le maître. Mon Dieu, sois l'ami de celui qui s'allie à lui et sois l'ennemi de celui qui le prend comme ennemi. »

Les sunnites interprètent le terme polysémique mawla comme signifiant « ami », et les chiites l'interprètent comme signifiant maître. Cette différence entre la reconnaissance du pouvoir prioritaire de l'ahl al-bayt (la famille de Mahomet) ou du calife Abou Bakr a modelé les doctrines chiites et sunnites à propos du Coran, des hadiths et d'autres points. Les chiites, pour justifier la nécessité de l'allégeance à la maisonnée du Prophète, invoquent notamment le hadith dit al-thaqalayn, rapporté par des sources sunnites dont le Sahih Muslim : « Je suis sur le point de mourir, mais je vous laisse deux choses précieuses, la première étant le livre d'Allah, et la seconde étant les membres de ma famille (ahlou bayti). Je vous rappelle instamment vos devoirs envers mes ahl al bayt ».
Selon les chiites, le Prophète a désigné explicitement Ali comme son Successeur (Imâm ou Calife), qui assumera la responsabilité à la fois de gérer l’empire et de guider les croyants dans leur vie spirituelle après trois autres califes. Aurait-il dû être choisi plus tôt ? « En effet, comme le remarquera Jean-Paul Roux, il ne manque pas de titres. Il est cousin du Prophète : son père a élevé Mahomet quand celui-ci est devenu orphelin ; il est l'un des premiers convertis ; il a épousé Fâtima, fille de Mahomet et, par elle, à lui qui n'avait pas de fils, il a donné ses deux seuls petits-enfants mâles, Hasan et Hussein. »
En dehors des considérations sur le califat, les chiites reconnaissent l'autorité de l'imam (aussi appelé Hujjat Allâh, argument ou preuve de Dieu) en tant qu'autorité religieuse, bien que les différentes branches de l'islam chiite ne soient pas d'accord sur la succession de cet imam et de son successeur (les duodécimains, ismaéliens ou zaydites par exemple).

## Histoire religieuse

### Période prophétique
Selon la tradition musulmane, sur le chemin de retour de son pèlerinage d'adieu, Mahomet fit une halte à mi-chemin entre La Mecque et Médine au lieu-dit Ghadir Khumm. Là, au cours d'un sermon, Mahomet annonça sa fin prochaine. Dans le hadith, dit Hadith de Ghadir Khumm, rapporté par Muslim deux siècles plus tard, Mahomet aurait dit qu'il laissait derrière lui deux choses importantes : la première c'est le livre de Dieu (Le Coran) et la seconde ce sont les ahl al-bayt ou « gens de la maison du Prophète ».

### Période des califes bien guidés
À sa mort en 632, Mahomet était le chef de l'oumma et d'un territoire devenu un important État en seulement quelques années. La question de sa succession fut à l’origine du premier grand schisme entre les musulmans. Pendant qu'Ali et les membres de la famille du Prophète étaient occupés à préparer ses funérailles, certains ansârs, rejoints par Abou Bakr et Omar ibn al-Khattâb, se réunirent pour désigner le successeur. Après une courte discussion, la majorité des compagnons présents (à l'exception de deux d'entre eux) désignèrent Abou Bakr premier calife. Quelque temps plus tard, selon certaines versions, ces deux compagnons, ainsi qu'Ali, vinrent à la mosquée où s'étaient réunis les compagnons, à leur tête Abou Bakr, et lui ont prêté allégeance. Mais selon Bukhari, Ali ne prêtera allégeance au calife que six mois plus tard.
À sa mort, Abou Bakr décida de désigner son successeur. Le deuxième des califes bien guidés — Omar ibn al-Khattab — désigna, à son tour, un conseil de six personnes (dont Ali faisait partie) pour choisir en son sein le prochain calife. Uthman ben Affan, nommé troisième calife, fut assassiné en 656, à la suite d'une révolte. Ali fut, ensuite, désigné à la tête de la communauté.
Malgré ses titres et ses exploits, son califat se déroula dans le tumulte : une partie du clan des Omeyyades (lié au défunt calife Utman) et la veuve de Mahomet Aïcha, réclamèrent à Ali la punition des meurtriers de Uthman ben Affan. Ali mena donc une bataille contre l'armée d'Aïcha, Talha et Zubair (bataille du chameau), puis une autre contre Muawiya qui fut nommée la bataille de Siffîn — sur les rives de l'Euphrate — en 658. Ali était sur le point de l'emporter quand les troupes de Muawiya brandirent des feuillets du Coran au bout de leurs épées et réclamèrent un arbitrage, qu'Ali accepta malgré lui.
Une partie des hommes d'Ali — qui sont devenus plus tard les kharidjites — se révoltèrent, reprochant à Ali d'avoir consenti à la procédure de l'arbitrage exigée par les troupes de Muawiya. Cette révolte fut fortement réprimée par Ali et la majorité des khârijites mourut à la bataille de Nahrawân ; trois de leurs survivants voulurent se venger. L'un en tentant d'assassiner Muawiya, en vain. Un autre en tentant d'assassiner Amr Ibn al-Ass, mais il n'y parvint pas. Et le troisième en assassinant Ali, en 661, avec une épée enduite de poison, alors qu’il faisait sa prière dans la mosquée.
Ce conflit de succession a engendré une scission fondamentale au sein de l'islam : d'une part, les chiites reconnaissent Ali comme premier successeur légitime de Mahomet. Avec ses deux fils — Hassan et Hussein — qui lui succédèrent, a commencé pour les chiites la lignée des imams. De l'autre, les sunnites majoritaires ne voient en Ali que le quatrième calife. Les particularités doctrinales et les différences théologiques entre ces deux courants reposent donc sur une querelle de succession. Ces courants religieux se sont donc construits sur un socle politique.
Le sunnisme vient du mot sunna, c'est-à-dire la tradition du Prophète, qui comprend ses paroles, ses actes et ses pratiques. Ils considèrent que le Coran (la parole divine) a été révélé et que l'univers et l'histoire sont prédéterminés.
Être sunnite revient davantage à perpétuer mimétiquement la tradition de Mahomet, à travers les législations et pratiques des premiers califes et des compagnons du Prophète dans leur ensemble ; selon ce courant, le cycle de la prophétie s'est clos avec lui.
Les chiites affirment également suivre la sunna du Prophète, mais ils rejettent la législation des premiers califes et de certains compagnons, qui a selon eux gravement altéré la véritable sunna du Prophète ; pour eux, celle-ci n'est authentiquement sauvegardée qu'à travers la législation et la pratique d'Ali et des imams de sa descendance. Ceux-ci ne jouissent pas de nouvelles révélations, la prophétie étant close avec Mahomet, mais ils connaissent et transmettent ses enseignements.
Cette divergence est due à une interprétation différente d'un hadith du Prophète qui invitait les musulmans à suivre « sa sunna et la sunna des califes bien-guidés après lui », les sunnites considérant qu'il s'agit là d'une invitation à suivre les quatre premiers califes et les compagnons dans leur ensemble, les chiites pensant au contraire qu'il s'agit des imams de la descendance d'Ali.
Le chiisme pratique la méthode du kalam (raisonnement déductif), qui insiste sur le raisonnement, l'argumentation, le libre arbitre et le caractère créé du Coran, ce dernier point étant à l'opposé du sunnisme. Les chiites croient aussi en la liberté de la volonté individuelle, comme une partie du monde sunnite. L'existence dépend de la présence d'un imam, vivant intercesseur entre le monde spirituel et temporel, entre Mahomet et les croyants. L'imam est doté de la connaissance (du visible et de l'invisible) et de l'infaillibilité. Le Coran a un sens évident et un sens caché qu'il faut étudier, et que les imams sont chargés de transmettre aux fidèles. Cette importance accordée à l'imam n'a pas d'équivalent dans le sunnisme et explique l'organisation, la hiérarchisation et l'autorité du clergé chiite (par exemple, en Iran). Le chiisme attend et prépare l'arrivée du Mahdi, qui comblera la terre de justice et d'équité autant qu'elle était remplie d'injustice et de tyrannie.

### Hassan ibn Ali et Hussein ibn Ali
À la mort d'Ali, les chiites ont reconnu son fils Hassan comme successeur au califat. Pour les ismaéliens, Hassan a été désigné comme imam temporaire (Imâm-i mustawda`) alors que Hussein était effectivement l’imam permanent (Imâm-i mustaqarr). Hassan accepta le califat de Muawiya, vécut paisiblement à Médine ; mais il posa au calife deux conditions : vous devez m’obéir pour faire la guerre ou contracter la paix, et remettre le califat aux descendants du Prophète à votre mort. Il envoya des émissaires en secret pour négocier une reddition honorable avec Muawiya. Les conditions étaient telles que ce sera Hassan qui succédera à Muawiya après sa mort. Quelques années plus tard, en 670, Hassan meurt. Le second fils d'Ali, l’imam Hussein, rompit avec la dynastie ommeyade dès que Muawiya associa au pouvoir son fils Yazîd Ier en 678. Après que toute l'Ummah à l'exception d'Abd Allah ibn az-Zubayr et Al Hussein, eut prêté allégeance à Yazid, les deux dissidents se réfugièrent à La Mecque. Hussein reçut des lettres de la ville de Koufa, lui promettant 18 000 combattants, Hussein dépêcha son cousin Muslim Ibn Aqil.
Prévenu par ses partisans, Yazid destitua le gouverneur mou de Koufa, Nuuman Ibn Al-Bachir, et le remplaça par son cousin intraitable Ubaid Allah Ibn Ziad. Celui-ci avec 20 soldats et 10 nobles assiégés dans le palais du gouvernorat, réussit à casser la volonté des koufis par des promesses d'argent ou de destruction. La nuit-même (laquelle ?), Muslim fut abandonné par les chiites et erra dans les ruelles de Koufa. Humilié et effaré, il sera hébergé par une vieille femme, sera dénoncé par le fils de celle-ci et exécuté par Ubaid Allah. Entretemps, décidé à rejoindre ces troupes promises et contre l'avis d'Ibn Umar l'appelant à l'obéissance, Ibn Abbas, à plus de préparation militaire, d'Ibn Zubayr, désirant garder un allié de poids à La Mecque, Hussein partit avec 72 hommes de sa famille et partisans ainsi que toute sa famille élargie (femmes et enfants), et il est rejoint sur la route par de nombreux musulmans.
Apprenant la mort d'Ibn Aqil en cours de route, Hussein en informe ses compagnons et poursuit son expédition avec sa famille et ses plus proches compagnons, la plupart de ceux qui l'ont rejoint en route le désertant. Le 10 octobre 680, Ubaid Allah Ibn Ziad ordonne à Umar Ibn Saad d'aller à la rencontre d'Hussein avec son armée. La jonction de l'armée forte de 4 000 hommes (majoritairement koufis) et des 40 fantassins et 32 cavaliers d'Al Hussein se fait à Karbala. Hussein fut massacré avec sa famille et ses hommes à la bataille de Kerbala par les armées omeyyades. Kerbala qui voit le califat sunnite triompher et pulvérise les ambitions dynastiques de la famille du Prophète est devenu l'épisode fondateur du chiisme.

### Ali ben Hussein
L'unique survivant masculin de Hussein, l’imam Ali ben Hussein (Ali Zayn al-Abidin), de ce fait, était aussi reconnu comme le dépositaire du savoir divin. Durant sa vie, il ne prit part à aucune action politique. Son fils l’imam Muhammad al-Baqir jouissait d’un rôle prestigieux. De plus, son rôle en tant qu’imam de la jeune communauté chiite était crucial car la communauté vivait de multiples scissions. Il était un érudit qui était versé dans toutes les connaissances aussi bien religieuses (Coran, sunna, hadith, etc.) que philosophiques et scientifiques. Le destin tragique de Hussein secoue une partie de la conscience musulmane et provoque une détermination à combattre jusqu'au bout pour un idéal de pouvoir juste et respectueux des principes fondamentaux de l'islam. Le martyre devient un symbole de la lutte contre l'injustice, selon le credo chiite. Le cœur du chiisme est dans ce massacre.

### Scission
La scission entre les futurs chiites duodécimains et les ismaéliens, les deux plus grands groupes de ce courant, eut lieu à la mort du 6e Imam Jafar as-Sadiq, descendant d'Ali (donc aussi de Fatima et par là de Mahomet) et d'Abou Bakr, en l’an 765. Le chiisme se divise ainsi en six groupes distincts. Une autre faction, la fathiyya, soutenait Abdallah ibn Jaafar comme imam. Après la mort de celui-ci, elle se rallie en majorité au futur chiisme duodécimain. Cependant, une autre secte se sépara du futur chiisme duodécimain. Il s'agit de la waqfiyya. Ses adeptes considèrent que Moussa ibn Jaafar est l'imam caché.
Pendant plus de huit siècles, les chiites sont écartés des pouvoirs politiques jusqu'au début du XVIe siècle, à l'exception notable du califat des Fatimides (des ismaéliens) en Afrique du Nord du Xe au XIIe siècle et de la tutelle des Bouyides sur le califat abbasside de 932 à 1055. En Perse, la dynastie des Séfévides accède au pouvoir avec Ismail Ier qui fait du chiisme la religion d'État de l'Iran en 1502, afin de se démarquer du monde arabe (l'empire mamelouk) et des Ottomans à l'ouest, défenseurs du sunnisme. Les zaïdites, qui se sont détachés des autres chiites dès le milieu du VIIIe siècle, prennent brièvement le pouvoir au Tabaristan et plus durablement au Yémen au cours du IXe siècle. Les ismaéliens nizarites (ou secte des Assassins, dissidence des Fatimides) contrôlent un réseau de forteresses en Perse et en Syrie, dont le principal est à Alamout, du XIe au XIIIe siècle.
Dans les textes médiévaux, les chiites sont souvent appelés péjorativement sous le nom de râfidhites (en arabe : rāfiḍ, رافض, (pl.) rawāfiḍ روافض, « celui qui refuse », ou rāfiḍī, رافضي, « refuser »), dont la communauté est appelée rāfiḍiy, ceux qui refusent les trois premiers califes (Abu Bakr, Omar et Othman), tandis que les sunnites se considèrent comme les orthodoxes.

### Aujourd'hui
De nos jours, le chef de la communauté musulmane est, pour les sunnites, le calife : un homme ordinaire, élu par d'autres hommes dans la communauté des fidèles. Leur système religieux est moins hiérarchisé que celui des chiites. Depuis leur sécession, ceux-ci (ceux qui « prennent le parti d'Ali ») accordent beaucoup plus d'importance à leurs dirigeants religieux que les sunnites ; ils considèrent que la communauté musulmane ne peut être dirigée que par les descendants de la famille de Mahomet, des imams qui tirent directement leur autorité de Dieu.

## Doctrines
Les doctrines chiites sont basées sur le Coran et sur les écrits ou les paroles des imams ou des compagnons de Mahomet. Ce corpus de textes qui vient s’ajouter au Coran pour définir les dogmes musulmans s’appellent les hadiths. Au VIIIe siècle, les chi'ites ont commencé par ne reconnaître que les hadiths qui remontent au Prophète par l'intermédiaire d'Ali.
En tant que mouvement musulman, le chiisme reconnaît l'unicité divine, les textes sacrés du Coran, Mahomet, les cinq obligations fondamentales, le jugement dernier et la résurrection.
Les ismaéliens nizârites ont un guide spirituel reconnu, l'Aga Khan V. Les mustaliens obéissent à un da'i représentant de l'imam occulté. Les duodécimains en reconnaissent plusieurs, appelés des ayatollahs ou Marjaâ : chaque fidèle peut choisir le sien, suivre ses enseignements et lui verser sa dîme (khûms et zakat).
Le chiisme accorde une affection particulière aux imams martyrs, Ali, Hassan et surtout Hussein, célébrés aux commémorations de deuil de Mouharram.
Certains chiites prient en posant leur front sur un petit disque plat d'environ 6 à 8 cm de diamètre d'argile propre, qu'on appelle un mohr, car les chiites refusent de poser le front sur des fibres animales ou synthétiques lors de la prière puisqu'il est écrit de poser le front sur la terre d'Allah pendant la prière. Certains mohrs sont faits de la terre de La Mecque ou de celle de Kerbala.

### Justice de Dieu
Les chiites considèrent la justice comme étant l'un des fondements de la religion (usûl al-dîn) qui sont par ordre d’importance : l’unicité divine (Tawhîd), la justice (`Adl), la prophétie (Nubuwwa), l’imamat et le jour du jugement (Ma'ad). Elle fait partie du dessein divin.
Les tenants de la justice, en l'occurrence les mutazilites et les chiites, ont soutenu que l’intellect (`aql) humain joue un rôle déterminant dans les décisions. L’intellect humain qui, indépendamment de toute instruction, possède une connaissance intuitive du bien et du mal. On ne peut attribuer le mal à Dieu, car il est sage et cet attribut est contraire à sa nature.
Les tenants de la justice ont établi une série de règles et c'est dans ces règles qu'ils ont fondé la question de la contrainte (jabr) et du libre choix (ikhtiyâr), laquelle est l'une des questions les plus ardues dans la théologie islamique.

### Jurisprudence
Les chiites pensent que la sunnah découle des traditions orales énoncées par Mahomet et de leur interprétation par les imams — qui étaient les descendants de Mahomet par sa fille Fatima Zahra et son mari Ali étant lui-même le premier imam selon eux. En revanche, pour les sunnites, la sunnah réunit les paroles, les actions de Mahomet, ainsi que les actions d'autrui qu'il a agréées. Il n'existe pas d'interprétation infaillible par des imams pour les sunnites.
Ils accordent de l’importance à l’interprétation de la révélation divine qui est un processus continu, nécessaire pour se conformer selon le Coran. Les sunnites croient eux aussi qu'ils peuvent interpréter le Coran et les hadiths. Cependant ils préfèrent accorder une plus grande importance aux savants tels Ahmad Ibn Hanbal, Abou Hanîfa, Mâlik ibn Anas et Al-Chafii, qui ne sont pas infaillibles. Abu Hanifa et Malik étaient des élèves du 6e imam Ja'far al-Sâdiq. Les penseurs chiites considèrent actuellement que l'ijtihad existe toujours, et qu'ils peuvent interpréter le Coran et les hadiths avec la même autorité que leurs prédécesseurs tout en sachant qu'ils ne sont pas infaillibles tels les Imams. Les savants sunnites considèrent eux aussi que l'ijtihad existe, mais il est réservé aux savants qui maîtrisent suffisamment la tradition des savants antérieurs. Dans le sunnisme, l'ijtihad a été interdit entre le XIe et le XIXe siècle.
La loi religieuse (charia) étant fondée partiellement sur les hadiths, le fait que les chiites et les sunnites ne s’accordent pas sur la validité des mêmes hadîths entraîne des différences dans les traditions religieuses, donc dans la jurisprudence.

### Statut de l'imam chiite
En islam sunnite, l'imam est le desservant d'une mosquée. Dans la terminologie de l'islam chiite, le mot imam prend une acception éminente, réservée aux descendants de Fatima Al Zahra. Les différentes branches du chiisme divergent sur le nombre et la succession de ces imams.
Dieu ne peut admettre que les hommes aillent à leur perte, donc leur a envoyé les prophètes pour les guider. Mais la mort de Mahomet met fin à la lignée des prophètes. Il faut un garant spirituel de la conduite des hommes, qui est une preuve de la véracité de la religion et qui dirige la communauté. L'imam doit remplir un certain nombre de conditions : être instruit de la religion, être juste, exempt de défauts, donc être le plus parfait de son temps. Son investiture divine est confirmée par le Prophète, puis par l'imam précédent.
À l'inverse des sunnites, les chiites exigent donc que la communauté musulmane soit dirigée uniquement par un descendant de la famille de Mahomet (ahl al-bayt). Cette revendication n’avait à l’origine qu’un aspect politique, mais au fil du temps elle prit une importance fondamentale dans la théologie chiite. La conception de l’imamat des chiites est foncièrement opposée à celle du califat admise par la majorité des musulmans. L’imamat, incarnant à la fois le pouvoir temporel et spirituel et inauguré par Ali, est considéré comme la succession du cycle de la prophétie définitivement bouclé par le dernier prophète Mahomet. L’imam, qui ne peut être qu’un descendant d'Ali, est la preuve de Dieu (Hujjat Allâh) sur terre, le gardien du sens caché de la révélation et il est un guide impeccable (ma‘sûm) pour la communauté.
Pour les chiites, les imams sont les guides, les mainteneurs du Livre. Leur légitimité n'est pas due à leur descendance charnelle du Prophète, mais à leur héritage spirituel, ils ont une connaissance « par le cœur » du Coran, en expliquant l'ésotérique (batin) aux fidèles. L'imam tire son autorité de Dieu, il est donc impeccable. Selon les chiites, la succession est héréditaire. Mais toutes les tendances ne sont pas d'accord sur la ligne de succession.

## Divisions et branches
Des divergences à propos de la succession de certains Imâms furent en grande partie à l’origine de l’éclatement du chiisme en d’innombrables groupes. Trois grandes tendances forment l’essentiel du monde chiite d'aujourd'hui : le chiisme duodécimain, le chiisme septimain, dit aussi ismaélien, et les zaïdites.

### Chiisme duodécimain
Le chiisme duodécimain est majoritaire en Irak (qui a sur son territoire plusieurs villes saintes dont Kerbala), en Iran où le chiisme est religion d'État, ainsi que parmi les musulmans du Liban. Ils ont été reconnus musulmans par l'Institut Al-Azhar du Caire, la plus connue des autorités sunnites du monde.
Pour les duodécimains, depuis l'occultation (ghayba) du douzième imam, les hommes ne peuvent pas se réclamer d'une autre autorité et ils sont donc libres par rapport au pouvoir temporel en place. Il y a donc une séparation du spirituel et du temporel.
Les autres membres de la communauté se contentent d’imitation (taqlîd) et d’une lecture littérale du Coran. Vision idéaliste de la fin des temps, l'imam caché renvoie à une face cachée de la révélation. Il faut faire un effort pour arriver à trouver et à comprendre l'ésotérique, au-delà de ce qui est visible.
Actuellement, pour le courant majoritaire du chiisme duodécimain, le douzième successeur de Mahomet, al-Mahdî, disparaît en 874 : c'est l'occultation. Ce phénomène surnaturel d'occultation va permettre de mettre un terme à la question du pouvoir temporel, et donne une dimension eschatologique et religieuse très forte.
Les duodécimains admettent dorénavant passivement l'ordre politique car le douzième imam reviendra à la fin des temps et retrouvera son règne. En son attente, aucun pouvoir n'est vraiment légitime, mais le croyant doit attendre le retour de l'imam tout en faisant des efforts pour s'améliorer spirituellement.
On peut noter que la révolution iranienne de 1979 a en partie rompu avec cette attente en voulant mettre en place un régime religieux et politique juste avant le retour de l'imam, ce qui a été rejeté par certaines tendances théologiques du chiisme duodécimain.
Les figures importantes du chiisme imamite (majoritaire) sont les différents auteurs de référence tels qu'Al-Kouleini, Al-Majlissi, et plus récemment, Al-Khu'i, Ali al-Sistani, Khomeini, etc.

### Ismaéliens
La scission entre chiites duodécimains et chiites ismaéliens a lieu à la mort de Ja`far as-Sâdiq en l’an 765. Ismâ`il, l’aîné des fils d’al-Sâdiq qui a été désigné par son père pour lui succéder, est mort avant son père. La majorité des ismaéliens pensent donc que l'imamat a été transféré à son fils Muhammad ibn Ismâ`îl. La majorité des ismaéliens sont nizârites et ont un imam vivant, l'Aga Khan. Pour les ismaéliens, avoir un imam vivant et existant (non occulté) est une preuve que le vrai imamat est celui d'Ismaël.

### Zaydisme
Le zaydisme est une variante du chiisme qui se différencie fortement du chiisme duodécimain majoritaire en Iran ou en Irak. Il présente de fait davantage de ressemblances doctrinales avec le sunnisme qu'avec le chiisme : ainsi les zaydites n'ont pas d'ayatollahs et ne maudissent pas les califes sunnites.
C'est la raison pour laquelle, ils sont considérés par les chiites les plus rigoureux comme une cinquième colonne du sunnisme, et par les sunnites les plus ouverts comme une école de jurisprudence acceptable bien que critiquable sous certains aspects théologiques.

### Les différents courants chiites
Les chiites sont divisés en plusieurs courants.
Aujourd'hui, l'Iran est le grand centre du chiisme mais ce courant de l'islam existe aussi ailleurs, il n'est donc pas la version iranienne de l'islam. Les chiites sont majoritaires en Iran, Bahreïn, Irak, Azerbaïdjan et ils constituent une minorité importante dans une quinzaine d'autres pays.
| Courants            | Description |
| ------------------- | --- |
| Chiisme duodécimain | Le courant est majoritaire en Iran et en Irak. On trouve aussi de fortes minorités duodécimaines en Inde et au Pakistan (environ 10 % des musulmans), en Afghanistan (surtout dans le Hazaristan), dans la péninsule arabique et au Liban ; voir Khoja. |
| Ismaélisme          | Les ismaéliens sont très dispersés. Leurs communautés d'origine sont au Pakistan et en Syrie, mais la plupart forment une diaspora, surtout dans les pays anglo-saxons. |
| Zaydisme            | Ils sont surtout présents au Yémen et en Arabie saoudite. |
| Alaouisme           | Ils constituent 20 % de la population en Syrie. La famille el-Assad, qui a dirigé le pays de 1971 à 2024 est issue de cette communauté. On en trouve aussi au nord du Liban. |
| Alévisme            | Proches des alaouites, ils sont environ 25 millions en Turquie. Ils ont beaucoup de similitude avec le chiisme. Des groupes dits bektashis apparentés aux alévis sont présents dans les Balkans (surtout en Albanie). L'alévisme revendique en son sein la tradition universelle et originelle de l'islam et plus largement de toutes les religions monothéistes. |
| Druzes              | Les druzes vivent principalement au Liban (environ 10 % des Libanais) et en Syrie (environ 10 % des Syriens). |

## Les chiites dans le monde

### Par rapport à la population chiite mondiale
D'après une étude de 2009 du Pew Research Center. Ne sont présents dans le tableau que les pays ayant une population chiite représentant approximativement plus de 1 % de la population chiite mondiale estimée entre 154 et 200 millions.
| Pays            | Population chiite estimée en million | Pourcentage de la population musulmane du pays | Pourcentage de la population mondiale chiite |
| --------------- | ------------------------------------ | ---------------------------------------------- | -------------------------------------------- |
| Iran            | 66 - 70                              | 90 - 95                                        | 37 - 40                                      |
| Pakistan        | 17 - 26                              | 10 - 15                                        | 10 - 15                                      |
| Inde            | 16 - 24                              | 10 - 15                                        | 9 - 14                                       |
| Irak            | 19 - 22                              | 65 - 70                                        | 11 - 12                                      |
| Turquie         | 7 - 11                               | 10 - 15                                        | 4 - 6                                        |
| Yémen           | 8 - 10                               | 35 - 40                                        | ~5                                           |
| Azerbaïdjan     | 5 - 7                                | 65 - 75                                        | 3 - 4                                        |
| Afghanistan     | 3 - 4                                | 10 - 15                                        | ~2                                           |
| Syrie           | 3 - 4                                | 15 - 20                                        | ~2                                           |
| Arabie saoudite | 2 - 4                                | 10 - 15                                        | 1 - 2                                        |
| Nigeria         | <4                                   | <5                                             | <2                                           |

### Dans les pays musulmans
Les pourcentages sont issus d'une étude de 2009 du Pew Research Center, et donnent la proportion de chiites parmi la population musulmane.

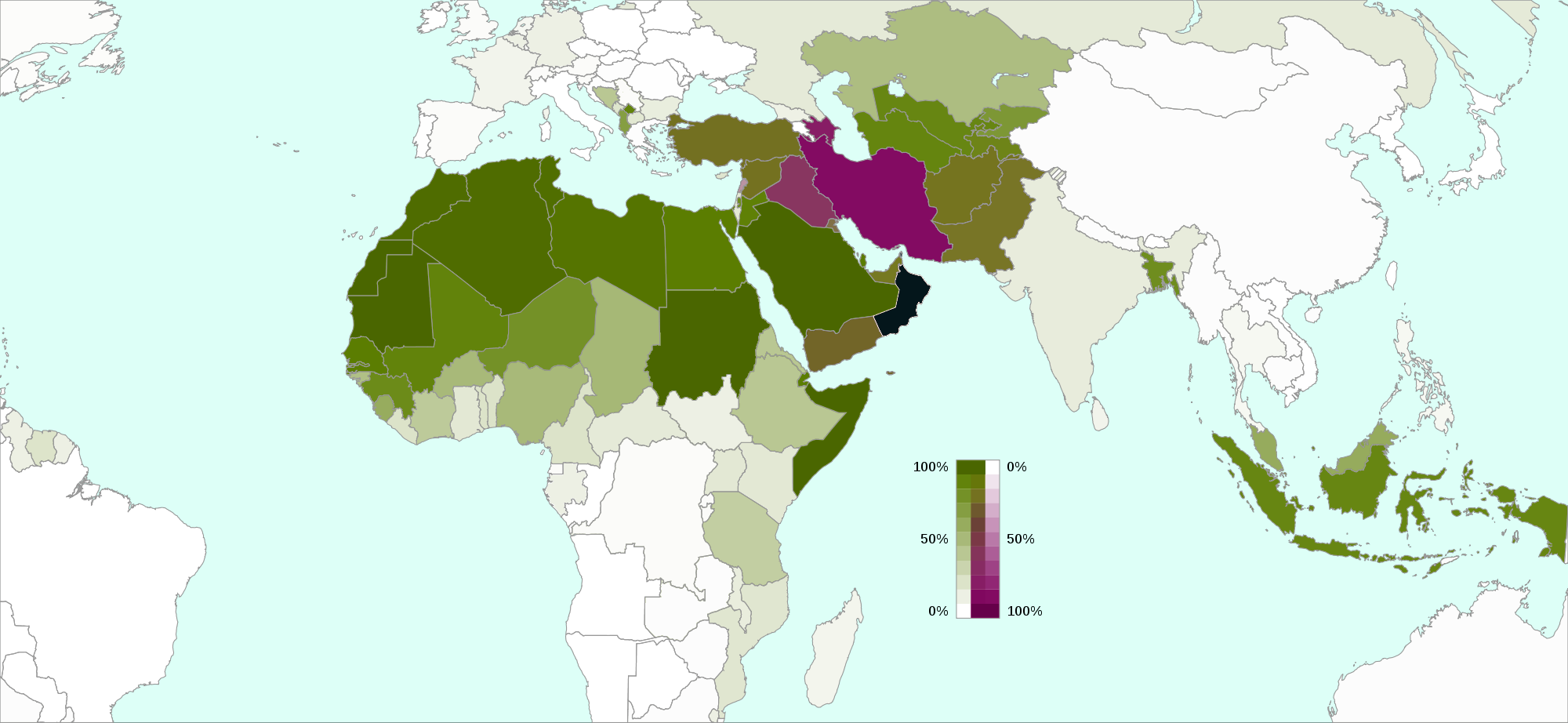
Pays avec une population musulmane de plus de 10 %.
Vert : pays sunnite, violet : pays chiite, noir : ibadisme (Oman).

#### États dans lesquels les chiites constituent la majorité de la population
- Iran (religion d'État) : 90-95 %
- Azerbaïdjan : 65-75 %, 85 % d'après le gouvernement[24]
- Irak : 65-70 %
- Bahreïn : 65-75 %

#### États dans lesquels les chiites constituent la majorité des musulmans mais pas de la population
- Liban : 45-55 % de chiites parmi environ 60 % de musulmans (soit environ 25 %-33 % de la population)

#### États musulmans dans lesquels les chiites sont minoritaires
- Yémen : 35-40 % de zaydites
- Koweït : 20-25 %
- Syrie : 15-20 %
- Afghanistan : 10-15 %
- Turquie : 10-15 %
- Arabie saoudite : 10-15 %
- Pakistan : 10-15 %
- Qatar : environ 10 %
- Émirats arabes unis : environ 10 %

### Centres d'études religieuses majeurs
- Bahreïn
- Inde : Lucknow
- Iran : Isfahan, Mashhad, Qom, Ray, Tabriz, Téhéran
- Irak : Al-Mada'in, Al-Hilla, Karbala, Koufa, Nadjaf, Samarra
- Liban : Djebel Amil, Saida, Tyr
- Pakistan : Karachi, Quetta
- Arabie saoudite : Qatif, Al-Hasa, Najran
- Syrie : Damas, Halab
- Turquie : Hacıbektaş-Nevşehir, Antalya-Elmalı, Tunceli

### Mouvements politiques
- Hezbollah

## Calendrier religieux
Tous les musulmans, sunnites ou chiites, sauf les alévis en Turquie, célèbrent les fêtes annuelles suivantes :
- Aïd el-Fitr[25] qui marque la fin du ramadan. Elle est célébrée le premier jour du mois de shawwal.
- Aïd el-Kebir[26] qui marque la fin du hajj et a lieu le 10 du mois de dhou al-hijja.
- Le Mawlid ou Mouloud est l'anniversaire de la naissance de Mahomet, qui est célébré le 12 par certains sunnites et le 17 pour les chiites (une tradition a été instaurée par Khomeini pour désigner la semaine entre les deux dates comme la semaine de l'unité de l'oumma) du mois de rabia al awal, pour les chiites cela coïncide avec la date de naissance du 6e imam, Jafar as-Sadiq. Cette fête est à la fois célébrée par les chiites et les sunnites.

Les fêtes suivantes sont célébrées uniquement par les chiites :
- L'Achoura[27] et la passion de Hussein commémorent le martyre de l’Imam Hussein. Ce petit-fils de Mahomet a été tué par l'armée de Yazid ben Muawiya. L'Achoura est un jour de deuil qui a lieu le 10 du mois de Mouharram. Ce jour du calendrier hégirien est aussi célébré par les autres musulmans ; seulement, alors que les sunnites commémorent l'Achoura aussi bien pour le martyre d'Hussein que pour les multiples miracles antérieurs dont c'est l'anniversaire (accostage de l'arche de Noé, sortie d'Égypte des enfants d'Israël sous la conduite de Moïse, etc.) les chiites, eux, célèbrent l'Achoura presque exclusivement pour la mémoire d'Hussein.
- L'Arbayn[28] commémore la fin de la période de deuil de 40 jours suivant la décapitation d'Hussein, ainsi que la souffrance des survivants de la bataille de Karbalâ’, qui ont erré dans le désert avant d'arriver à Damas. Elle est fêtée le 20 du mois de safar.
- Aïd al-Ghadir est la commémoration du dernier sermon de Mahomet, dans lequel il aurait désigné selon eux, pour la dernière fois Ali comme son successeur. La fête a lieu le 18 du mois de dhou al-hijja.
- Mubâhala célèbre la rencontre entre les « gens de la maison [du prophète] » (ahl al-bayt) et les chrétiens du Najran. Al-Mubahila se tient le 24 du mois dhou al-hijja.
- Le 13 Rajab : naissance d'Ali ibn Abi Talib le premier imam chiite.
- Le 21 Ramadan : assassinat d'Ali Ibn Abi Talib
- le 15 Chaabane : naissance de Mahdi, dernier imam dans le chiisme duodécimain.

### Ouvrages sur le chiisme
- Henry Corbin, En Islam iranien : Le shî'isme duodécimain, éd. Gallimard, 1972.
- Le Chiisme en Islam, Muhammad Husayn Tabataba'i, Éditions Albouraq, 2009  (ISBN 284161381X), 9782841613816.